# Magyarkúti Béla
Magyarkuti Béla (egyes forrásokban tévesen Magyarkúti Béla; fiatalkori művészneve Magyarkúthy Béla) (Nógrádverőce, 1915 – Verőce, 1996) magyar grafikusművész, meseillusztrátor. Sokoldalú művész volt, készített könyvillusztrációkat, akvarelleket, olajfestményeket. Sok képén megelevenednek annak a Verőcének a régmúlt hangulatai, ahol élt és amelynek később díszpolgára lett.

## Életpályája
Magyarkuti Béla,  Magulya Bélaként 1915-ben született Nógrádverőcén. A Bencúrfalva környéki palóc Magulya nevet később megváltoztatta, mert a lakóhelyéhez közeli Magyarkút nagyon közel állt a szívéhez. Tanulmányait az Újpesti Szakiskolában kezdte, itt sajátította el az asztalos mesterséget és a fafaragást, majd az Iparművészeti Szakiskolába került, ahol kerámiával foglalkozott. Közben jelentkezett az Országos Magyar Királyi Művészeti Iskolába, ahol 800 jelentkező közül bekerült a felvehető húsz közé. Tanulmányainak csúcspontját azonban a Képzőművészeti Akadémia jelentette, ahol Bernáth Aurél tanítványa lett.
Művészeti pályáját grafikus illusztrátorként kezdte. 1952-től a Híradó és Dokumentum Filmgyár, a Hunnia Filmstúdió, később pedig a Pannónia Filmstúdió munkatársa lett, ahol a kor legnagyobb művészeivel dolgozott.
Már a magyar rajzfilmkészítés születésénél jelen volt. Eleinte bábfilmekhez készített hátteret, majd a rajzfilmek, mesefilmek makettjeit tervezte és kivitelezte. Mint az egyik legjelentősebb hazai háttérfestő, elsősorban Nepp Józseffel dolgozott együtt. A Pannónia filmstúdió alkotójaként részt vett – többek között – a Szaffi, a Lúdas Matyi (egy év alatt készült el vele), a Hófehér (díszletét 500 háttérrel készítette), a Hugó, a víziló, a Dr. Bubó, és a Vuk című rajzfilmek elkészítésében.
A János vitéz és a Nagyidai cigányok illusztrálásáért komoly elismerésben részesült. Híresek La Fontaine meséi is.
Legkedvesebb volt számára Tompa Mihály: Virágének című alkotásának elkészítése. Sokoldalú munkásságát bizonyítják többek között a szokolyai, verőcei templomok festése, kerámiái, fafaragásai, reklámfilmjei is.
1952-től tagja volt a Művészeti Alapnak is. Három kiállítása közül az egyik 2013-ban Verőcén volt.

## Emlékezete
- Sírja Verőcén található.
- Emlékkiállítását 2013-ban a verőcei Művelődési Házban rendezték meg.

## A legfontosabb könyvillusztrációi
- Petőfi Sándor: János vitéz (Atheneum)
- Tompa Mihály: Virágregék (Atheneum)

## Közreműködései rajzfilmekhez
- Szentgalleni kaland (1961) [díszlettervezőként]
- Bohóciskola (1965) [díszlettervezőként]
- Mézga Aladár különös kalandjai (1972)

- Második dimenzió
- Mesebolygó
- Dilibolygó
- Masinia
- Krimibolygó
- Varia
- Rapidia
- Superbellum
- Őskorban
- Luxuria
- Syrének bolygója
- Kérem a következőt! I-II. (1973-1974)

- Egy király ne ugráljon! (1973)
- Krokodilkönnyek (1973)
- Minden jó, ha rossz a vége (1973)
- Bajok a tele vízilóval (1973)
- Nem minden szarka (1973)
- Téli-álom (1974)
- Teve-nyavalya (1974)
- Orrszarvú-ügy (1974)
- Liba-hiba (1974)
- Jaguár-kár (1974)
- Szamár-kór (1974)
- Kenguru-bú (1974)
- Vakáción a Mézga család (1978)

- Az üvegszemű kapitány
- Púpos Bill hálójában
- A fekete arany
- Magyar népmesék II. (1979)

- A csillagszemű juhász (mint Magyarkúthy Béla)
- Hugó, a víziló (1975) [production staff]
- Lúdas Matyi (1976)
- Vuk (1981)
- Hófehér (1983)
- Szaffi (1984)